# Tiến Quân Ca
Tiến Quân Ca (em português: Marcha Militar) é o hino nacional do Vietnã. Escrito e composto por Văn Cao (1923-1995) em 1944.
Foi adotado como o hino da República Democrática do Vietnã em 1945, e tornou-se a canção dos Vietcongues na luta contra o imperialismo Norte-Americano.
Depois da Guerra e da unificação socialista, virou o hino nacional da República Socialista do Vietnã em 1976. Apesar de ser escrito com dois versos, ele é oficialmente executado com somente um.

## Texto Original

### Verso Primeiro
Đoàn quân Việt Nam đi
Chung lòng cứu quốc
Bước chân dồn vang trên đường gập ghềnh xa
Cờ in máu chiến thắng mang hồn nước,
Súng ngoài xa chen khúc quân hành ca.
Đường vinh quang xây xác quân thù,
Thắng gian lao cùng nhau lập chiến khu.
Vì nhân dân chiến đấu không ngừng,
Tiến mau ra sa trường,
Tiến lên, cùng tiến lên.
Nước non Việt Nam ta vững bền.

### Verso Segundo
Đoàn quân Việt Nam đi
Sao vàng phấp phới
Dắt giống nòi quê hương qua nơi lầm than
Cùng chung sức phấn đấu xây đời mới,
Đứng đều lên gông xích ta đập tan.
Từ bao lâu ta nuốt căm hờn,
Quyết hy sinh đời ta tươi thắm hơn.
Vì nhân dân chiến đấu không ngừng,
Tiến mau ra sa trường,
Tiến lên, cùng tiến lên.
Nước non Việt Nam ta vững bền.

## Tradução

### Verso Primeiro
Exército vietnamita, Avançar!
Somente com a determinação de salvar a pátria amada,
Nossos passos ecoam na longa e árdua caminhada.
Nossa bandeira, vermelha, sangue da batalha, estampa a alma do país.
Com nosso canto, os tiros inimigos nem se ouvem.
O caminho da glória foi construído com o corpo de nossos inimigos.
Vamos, bravos lutadores, juntos, construiremos a base da resistência.
Incessamente pela causa de nosso povo, vamos lutar,
Avancemos para o campo de batalha!
Avançando, juntos avançando.
Por um eterno Vietnã.

### Verso Segundo
Soldados do Vietnã, avancemos!
A estrela dourada brilha
Guiando o povo de nossa pátria natal fora da miséria e do sofrimento.
Esforcemo-nos na luta para mudar o mundo.
Levantemos e perderemos nossos grilhões.
Durante décadas temos engolido nosso ódio.
Sacrifiquemo-nos por um mundo radiante.
Incessamente pela causa de nosso povo, vamos lutar,
Avancemos para o campo de batalha!
Avançando, juntos avançando.
Por um eterno Vietnã.